# 高原美忠
高原 美忠（たかはら よしただ、明治25年（1892年）3月16日 - 平成元年（1989年）6月12日）は、日本の神道学者、神職。八坂神社名誉宮司、皇學館大学学長。

## 略歴
明治25年（1892年）3月16日、岡山県岡山市に喜三治・辰野の子として生まれる。明治44年（1911年）岡山県立岡山中学校（現在の岡山県立岡山朝日高等学校）卒業、大正5年（1916年）神宮皇學館本科卒業。
和歌山県立農林学校（現在の和歌山県立南部高等学校）教諭、神戸市神港商業学校（現在の神戸市立神港高等学校）教諭を経て、大正12年（1923年）より日光東照宮禰宜。翌年、白山比咩神社宮司、昭和8年（1933年）函館八幡宮宮司、昭和11年（1936年）弥彦神社宮司。昭和13年（1938年）八坂神社宮司になると、昭和51年（1976年）までその職にあり（ただし、官国幣社職制廃止にともなって昭和21年（1946年）2月より6月まで退職）、退職後に名誉宮司となった。神社本庁理事、京都府神社庁庁長なども歴任し、昭和42年（1967年）、神社本庁から長老の称号を授かる。
昭和36年（1961年）、皇學館大學再興にあたっては設立準備委員会の委員長となり、再興されると同大學理事、また講師として「祝詞作文」の科目を担当。昭和41年（1966年）、皇學館大學学長に就任。昭和48年（1973年）までつとめた。昭和47年（1972年）勲三等瑞宝章受章。

## 業績
神職として奉仕するばかりでなく神道学の学者として学問にも貢献、白山比咩神社時代に『白山比咩神社叢書』全7冊の編纂、函館八幡宮時代に『函館戦争資料』、弥彦神社時代に『弥彦叢書』第一輯、八坂神社につとめて間もなく『八坂神社記録』『八坂神社文書』など刊行した。戦前は昭和6年（1931年）神宮皇學館普通科教諭、昭和13年（1938年）京都國學院講師など委嘱され、戦後は藝林会の発起人および代表者、また神道史学会の設立に中心的役割を果たした。

## 家族
5人の子をもうけ、二男の重石が神職を継いだ。三男の北雄は工学博士で名古屋大学教授・航空宇宙技術研究所部長などをつとめた航空宇宙学の第一人者。

## 著書
- 『日本家庭祭祀』　増進堂、1944年
- 『神ながらの道』　神道史学会、1969年
- 『八坂神社』　学生社＜日本の神社シリーズ＞　1972年
- 『家のまつり』　神社新報社　1974年